# Bò sát giống người

Hình dung về bò sát giống người và kích cỡ của nó

Bò sát giống người (tiếng Anh: reptilian humanoid, reptilian, reptoids, lizard people, reptiloid, saurian, draconian) là một sinh vật giống người và có các đặc điểm hình thái của động vật bò sát. Loại sinh vật này thường thấy trong các phim ảnh kỳ ảo, các bộ môn khoa học viễn tưởng, UFO học và trong những thuyết âm mưu.